# カン (マヤ暦)
カンは、マヤ文明で使われていたツォルキン（暦）の第4番目の日。キチェ語でK'at。火、網、抑圧、捕虜生活、存在の中心、命の継続の象徴。
- 関連色：コーヒー色、黄色、ベージュ

- 解釈：我々の心に初代の先祖から存在するエネルギー、力、熱を象徴する。このエネルギー等によって、先代の言葉や祈祷は美しい世界が形成されるように広められた。先祖たちに報いる日。また、自分自身で引き起こす問題や、運命が学習のために与える問題をも象徴する。網、生殖力、若さと新しさ、種の原則、英知を意味する日。カンは事件を解決し、仲間をつくりグループや社会を作り、コミュニティーの統一性を願うのに適した日である。

- 長所：賢者、芸術家、商人、精神的リーダー

- 短所：怒りっぽい、気を遣わない、ネガティブな影響に苦しむ

- 健康：不安定な人で、感情的に何がしたいのかわからない。この混乱が様々な病気をもたらす。自由の欠如と監禁状態で、悲しみと不安により病気になる。

- 祭事：聖なる火はこの日の祭事において重要であり、祈りを「天の心(Corazón del Cielo)」と「地の心(Corazón de la Tierra)」に届けてくれる要素。それは、抑圧や人間の悪から解放するため、結びついて助けてくれる網のようである。この日には、子供たちが肉体的・精神的に成長するように祈る。コミュニティーのまとまり、女性の生殖力、悪いエネルギーの退散、悪徳にしばりつける結び目をほどくこと、感情の問題を整理することを願う。